# Nicolas Galloteau-Chappron
Pour les articles homonymes, voir Chapron.
Nicolas Galloteau-Chappron fut maire de Reims pendant quatre ans à trois reprises, entre 1793 et 1798.
Né à Reims le 22 avril 1738, il y est mort le 8 mai 1810, rue du Couchant.

## Biographie
Il était marchand drapier rue des Tapissiers.
En janvier 1793, Nicolas Galloteau-Chappron succède comme maire à Pierre Nicolas François Pinchart qui était en désaccord sur la déchristianisation avec le représentant de la convention Jean-baptiste Massieu.
En date du 11 novembre 1793 (20 brumaire an II), c’est au tour Nicolas Galloteau-Chappron d’être remplacé comme maire par Pierre Martin Coutier-Marion sur l’initiative du conventionnel Philippe Rühl qui le remplace ainsi que seize autres représentants municipaux, par des sans-culottes de son choix, car il les juge trop timorés,.

## Mandats

### Maire de Reims
- Du 7 janvier 1793 au 22 novembre 1793 ;
- Du 26 septembre 1795 au 4 janvier 1796 ;
- Du 26 avril 1797 au 21 avril 1798.